# Красна Гуорка
Красна Гуорка (словац. Krásna Hôrka) — замок у деревни Красногорске-Подградье недалеко от Рожнявы. Входит в список национальных памятников культуры Словакии.

## История
Строительство замка начал около 1320 года дворянский род Бебеков. Замок был построен на месте старой гемерской крепости, где король Бела IV укрывался от монголо-татар. Он расположен на одноимённой горе, возвышаясь над деревней Красногорске-Подградье вблизи города Рожнява. Первое письменное упоминание о замке датируется 1333 годом. В 1546 году замок был усилен новыми укреплениями. В XVI веке замок имел вид ренессансной крепости. После пожара 1817 года его частично реконструировала семья Андраши и основала здесь родовой музей, который был открыт в 1906 году. Реставрация замка была завершена в 1992 году. По договору в Трианоне, заключённому 4 июня 1920 года, замок и часть окружающих его территорий вошли в состав Словакии.
В разное время замок принадлежал трём знатным венгерским фамилиям: Бебеки, Мариаши и Андраши. До 1945 года принадлежал венгерской аристократической семье Андраши.
С 1961 года замок Красна Гуорка имеет статус национального культурного памятника Словакии. Достопримечательностью замка является интерьер замковой кухни, коллекция оружия, стеклянный гроб с мумией Жофии Середи, супруги одного из наследников замка.

## Пожар
10 марта 2012 года в замке произошёл сильный пожар, предположительно из-за сжигания сухой травы. Сгорела крыша замка, пострадала музейная экспозиция. По сведениям полиции, причиной пожара стало курение двух подростков у стен замка. Сотрудникам музея удалось спасти до 90% экспонатов.